# Launaguet
Launaguet est une commune française située dans le nord du département de la Haute-Garonne en région Occitanie.
Sur le plan historique et culturel, la commune est dans le Pays toulousain, qui s’étend autour de Toulouse le long de la vallée de la Garonne, bordé à l’ouest par les coteaux du Savès, à l’est par ceux du Lauragais et au sud par ceux de la vallée de l’ Ariège et du Volvestre. Exposée à un climat océanique altéré, elle est drainée par l'Hers-Mort, le ruisseau de Carles, le ruisseau de Pichounelle et par divers autres petits cours d'eau.
Launaguet est une commune urbaine qui compte 9 216 habitants en 2022, après avoir connu une forte hausse de la population depuis 1975. Elle appartient à l'unité urbaine de Toulouse et fait partie de l'aire d'attraction de Toulouse. Ses habitants sont appelés les Launaguetois ou  Launaguetoises.
Le patrimoine architectural de la commune comprend trois  immeubles protégés au titre des monuments historiques : la briqueterie de Miremont, classée en 1984, le château, classé en 1993, et l'église Saint-Barthélemy, inscrite en 2016.

## Géographie

### Localisation
La commune de Launaguet se trouve dans le département de la Haute-Garonne, en région Occitanie.
Elle se situe à 8 km à vol d'oiseau de Toulouse, préfecture du département
La commune fait en outre partie du bassin de vie de Toulouse.
Les communes les plus proches sont : 
Fonbeauzard (2,0 km), Aucamville (2,2 km), Saint-Geniès-Bellevue (2,5 km), Castelginest (2,9 km), L'Union (3,0 km), Saint-Loup-Cammas (3,0 km), Pechbonnieu (3,4 km), Saint-Alban (3,9 km).
Sur le plan historique et culturel, Launaguet fait partie du pays toulousain, une ceinture de plaines fertiles entrecoupées de bosquets d'arbres, aux molles collines semées de fermes en briques roses, inéluctablement grignotée par l'urbanisme des banlieues.
Launaguet est limitrophe de sept autres communes.
Les communes limitrophes sont  Aucamville, Castelginest, Fonbeauzard, L'Union, Saint-Geniès-Bellevue, Saint-Loup-Cammas et Toulouse.
| Fonbeauzard | Castelginest | Saint-Loup-Cammas     |
| Aucamville  | Launaguet    | Saint-Geniès-Bellevue |
|             | Toulouse     | L'Union               |

### Géologie et relief
La commune de Launaguet est établie à cheval sur la première et la deuxième terrasses de la Garonne en rive droite, dans la plaine toulousaine de la Garonne.
La superficie de la commune est de 702 hectares ; son altitude varie de 126  à   203 mètres.

### Hydrographie

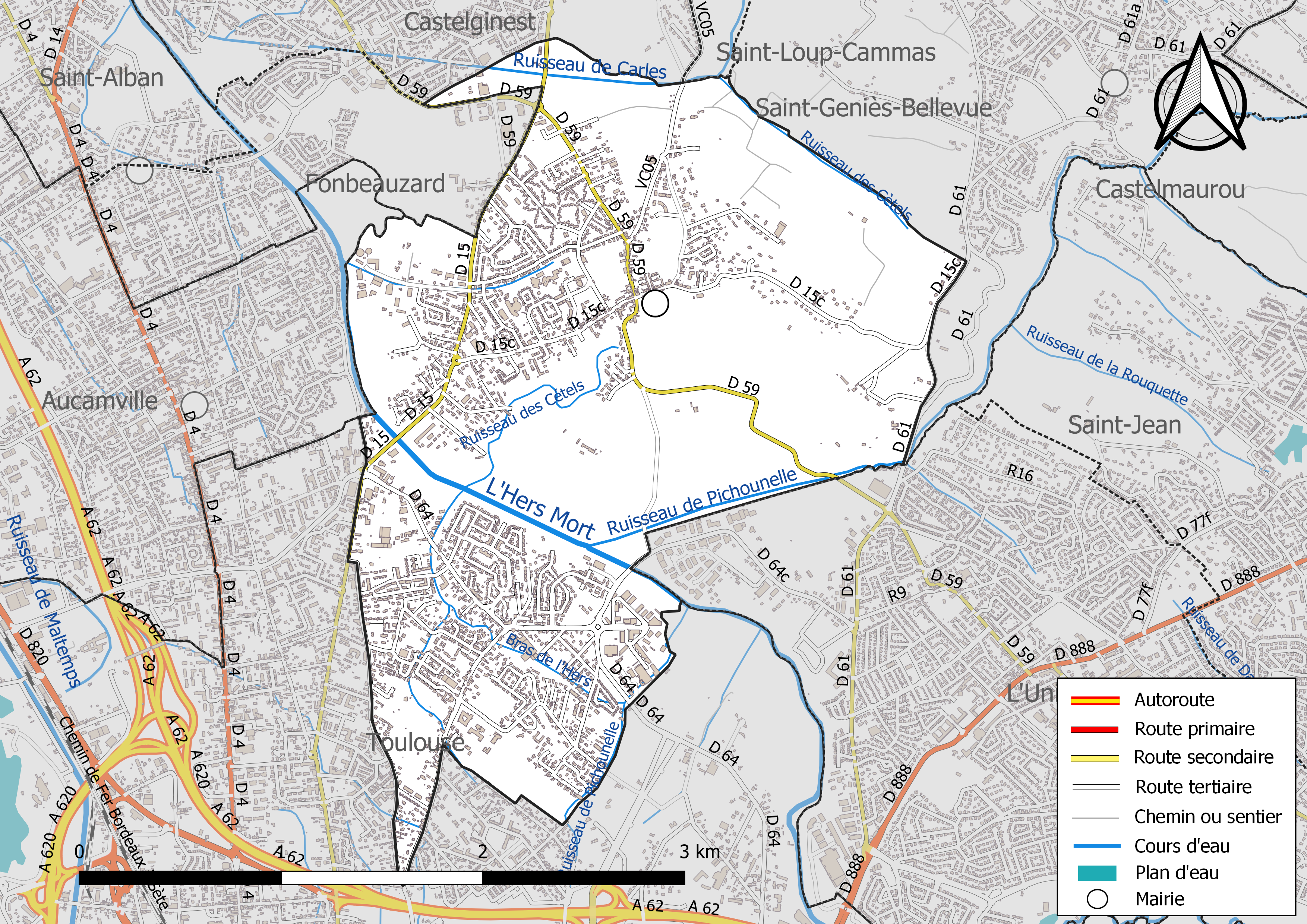
Réseaux hydrographique et routier de Launaguet.

La commune est dans le bassin de la Garonne, au sein du bassin hydrographique Adour-Garonne. Elle est drainée par l'Hers-Mort, le ruisseau de Carles, le ruisseau de Pichounelle, un bras de l'Hers, le ruisseau de Pichounelle, le ruisseau des Cétels, le ruisseau des Cètels et par divers petits cours d'eau, constituant un réseau hydrographique de 12 km de longueur totale,.
L'Hers-Mort, d'une longueur totale de 89,3 km, prend sa source dans la commune de Laurac (11) et s'écoule du sud-est vers le nord-ouest. Il traverse la commune et se jette dans la Garonne à Grenade, après avoir traversé 40 communes.

### Climat
Pour des articles plus généraux, voir Climat de l'Occitanie et Climat de la Haute-Garonne.
En 2010, le climat de la commune est de type climat du Bassin du Sud-Ouest, selon une étude s'appuyant sur une série de données couvrant la période 1971-2000. En 2020, Météo-France publie une typologie des climats de la France métropolitaine dans laquelle la commune est exposée à un climat océanique altéré et est dans la région climatique Aquitaine, Gascogne, caractérisée par une pluviométrie abondante au printemps, modérée en automne, un faible ensoleillement au printemps, un été chaud (19,5 °C), des vents faibles, des brouillards fréquents en automne et en hiver et des orages fréquents en été (15 à 20 jours).
Pour la période 1971-2000, la température annuelle moyenne est de 13,6 °C, avec une amplitude thermique annuelle de 15,7 °C. Le cumul annuel moyen de précipitations est de 717 mm, avec 9,6 jours de précipitations en janvier et 5,5 jours en juillet. Pour la période 1991-2020, la température moyenne annuelle observée sur la station météorologique la plus proche, située sur la commune de Blagnac à 7 km à vol d'oiseau, est de 14,2 °C et le cumul annuel moyen de précipitations est de 627,0 mm,. Pour l'avenir, les paramètres climatiques de la commune estimés pour 2050 selon différents scénarios d'émission de gaz à effet de serre sont consultables sur un site dédié publié par Météo-France en novembre 2022.

### Milieux naturels et biodiversité
Aucun espace naturel présentant un intérêt patrimonial n'est recensé sur la commune dans l'inventaire national du patrimoine naturel,,.

## Urbanisme

### Typologie
Au 1er janvier 2024, Launaguet est catégorisée grand centre urbain, selon la nouvelle grille communale de densité à sept niveaux définie par l'Insee en 2022.
Elle appartient à l'unité urbaine de Toulouse, une agglomération inter-départementale regroupant 81  communes, dont elle est une commune de la banlieue,,. Par ailleurs la commune fait partie de l'aire d'attraction de Toulouse, dont elle est une commune du pôle principal,. Cette aire, qui regroupe 527 communes, est catégorisée dans les aires de 700 000 habitants ou plus (hors Paris),.

### Occupation des sols

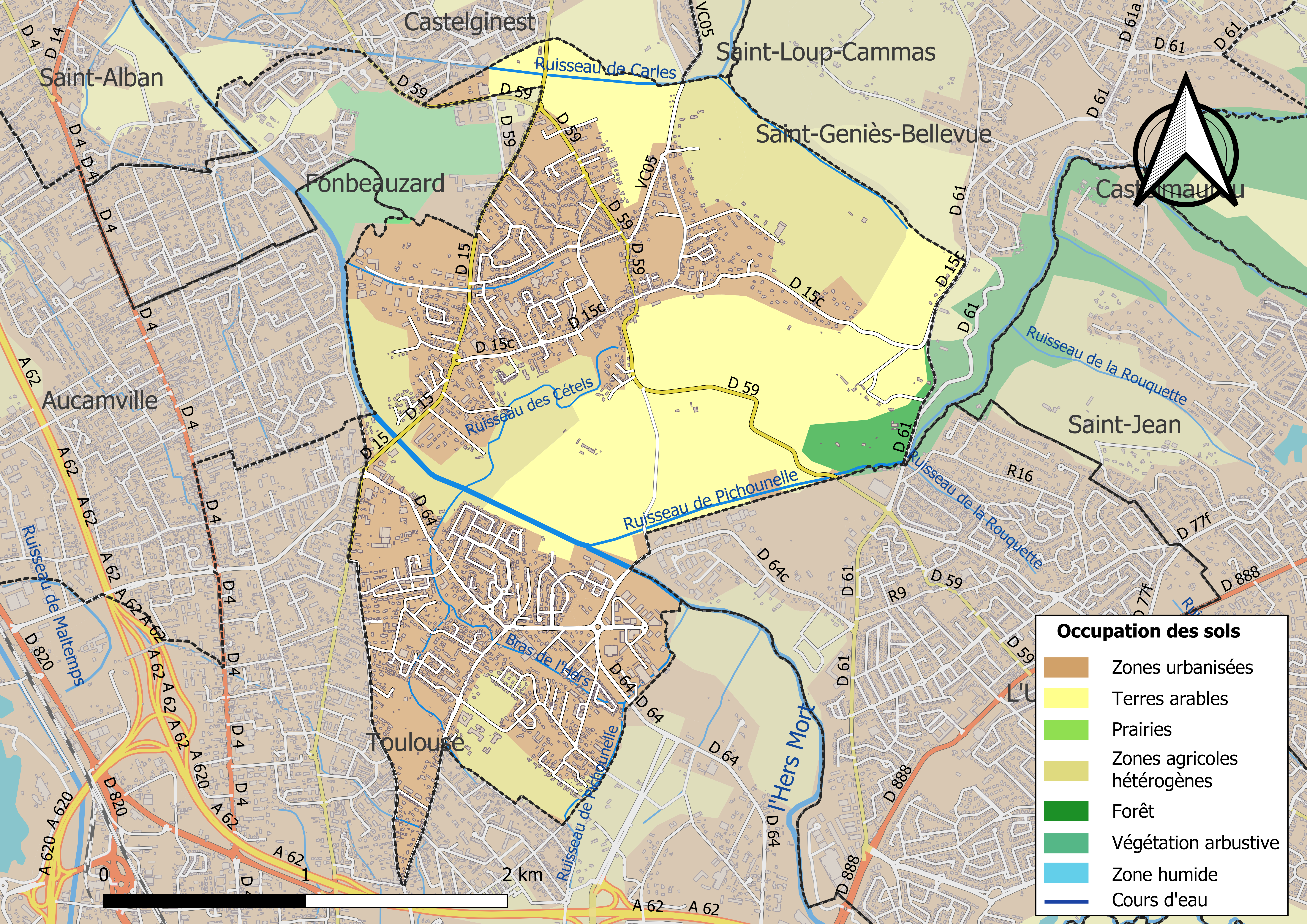
Carte des infrastructures et de l'occupation des sols de la commune en 2018 (CLC).

L'occupation des sols de la commune, telle qu'elle ressort de la base de données européenne d’occupation biophysique des sols Corine Land Cover (CLC), est marquée par l'importance des territoires artificialisés (50,8 % en 2018), en augmentation par rapport à 1990 (39,9 %). La répartition détaillée en 2018 est la suivante : 
zones urbanisées (46,5 %), terres arables (28,3 %), zones agricoles hétérogènes (18,9 %), zones industrielles ou commerciales et réseaux de communication (4,4 %), forêts (1,9 %), milieux à végétation arbustive et/ou herbacée (0,1 %). L'évolution de l’occupation des sols de la commune et de ses infrastructures peut être observée sur les différentes représentations cartographiques du territoire : la carte de Cassini (XVIIIe siècle), la carte d'état-major (1820-1866) et les cartes ou photos aériennes de l'IGN pour la période actuelle (1950 à aujourd'hui).

### Voies de communication et transports
Elle jouxte le périphérique de Toulouse par sa pointe nord.
La ligne 26 du réseau Tisséo relie le quartier des Nobles au nord de Launaguet à la station Borderouge du métro de Toulouse, la ligne 33 relie Bruguières à la station Argoulets en desservant la ZA Triasis, la ligne 42 relie la clinique de L'Union à la station Borderouge en desservant également la ZA Triasis, la ligne 61 relie Fonbeauzard ou Montberon à la station Trois-Cocus en desservant le centre-ville de Launaguet, et la ligne 329 du réseau Arc-en-Ciel relie Villariès ou Villeneuve-lès-Bouloc à la station Borderouge en desservant également le centre-ville de Launaguet.
La côte reliant Pechbonnieu à Launaguet se prénommant la côte de Charta (plus belle côte de la Haute Garonne).

### Risques majeurs
Le territoire de la commune de Launaguet est vulnérable à différents aléas naturels : météorologiques (tempête, orage, neige, grand froid, canicule ou sécheresse), inondations et séisme (sismicité très faible). Il est également exposé à un risque technologique, la rupture d'un barrage. Un site publié par le BRGM permet d'évaluer simplement et rapidement les risques d'un bien localisé soit par son adresse soit par le numéro de sa parcelle.

#### Risques naturels
Certaines parties du territoire communal sont susceptibles d’être affectées par le risque d’inondation par débordement de cours d'eau, notamment l'Hers-Mort. La commune a été reconnue en état de catastrophe naturelle au titre des dommages causés par les inondations et coulées de boue survenues en 1982, 1989, 1993, 1999 et 2009,.

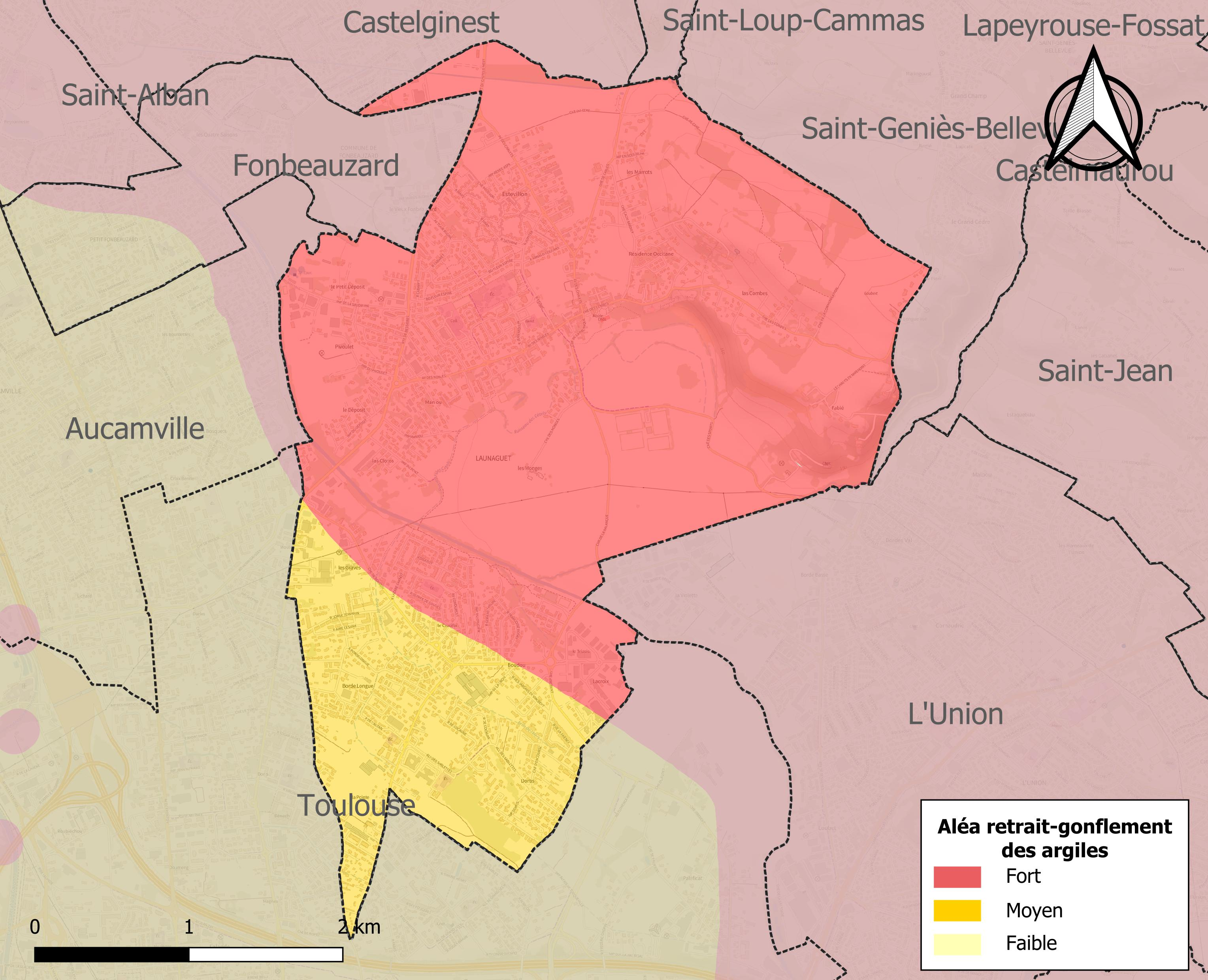
Carte des zones d'aléa retrait-gonflement des sols argileux de Launaguet.

Le retrait-gonflement des sols argileux est susceptible d'engendrer des dommages importants aux bâtiments en cas d’alternance de périodes de sécheresse et de pluie. La totalité de la commune est en aléa moyen ou fort (88,8 % au niveau départemental et 48,5 % au niveau national). Sur les 2 489 bâtiments dénombrés sur la commune en 2019, 2 489 sont en aléa moyen ou fort, soit 100 %, à comparer aux 98 % au niveau départemental et 54 % au niveau national. Une cartographie de l'exposition du territoire national au retrait gonflement des sols argileux est disponible sur le site du BRGM,.
Par ailleurs, afin de mieux appréhender le risque d’affaissement de terrain, l'inventaire national des cavités souterraines permet de localiser celles situées sur la commune.
Concernant les mouvements de terrains, la commune a été reconnue en état de catastrophe naturelle au titre des dommages causés par la sécheresse en 1989, 1991, 1998, 2000, 2002, 2003, 2012, 2016, 2019 et 2020 et par des mouvements de terrain en 1999.

#### Risques technologiques
La commune est en outre située en aval du barrage de l'Estrade sur la Ganguise (département de l'Aude). À ce titre elle est susceptible d’être touchée par l’onde de submersion consécutive à la rupture de cet ouvrage.

## Toponymie
C'est vers le XIe siècle qu'apparaît pour la première fois le nom de Launaguet. Deux légendes expliqueraient son nom. La première veut que ce nom soit issu de la phrase « L'eau n'a pas de guet » qui par contractions successives serait devenu « L'eau n'a gué » puis « Launaguet ».
La deuxième serait la contraction du « terroir de Launac », situé au-dessus de l'Hers, et du pont reliant le Sud avec le Nord de la ville, appelé « Anet » ou « Annot ».
Tout comme son nom, l'histoire de Launaguet est assez obscure. Peu de vestiges ont été retrouvés sur le territoire. En effet, le village a toujours été habité et s'est transformé au fil du temps : l'ancien laissant systématiquement la place au moderne.

## Histoire
Des fouilles effectuées à Launaguet en 1968 ont mis au jour une fosse chasséenne contenant des instruments d'industrie lithique et des céramiques prouvant que les humains fréquentaient ce lieu il y a environ 7 000 ans.
On n'a jamais trouvé de traces d'implantation romaine, mais il est probable que toute une partie de la commune était incluse dans les terres de la vaste villa gallo-romaine dont les vestiges ont été découverts entre Lalande et Aucamville.
Après les grandes invasions, quand Toulouse était capitale du royaume wisigoth, Launaguet est partagé en deux par l'Hers-Mort, rivière capricieuse, peu fidèle à un lit clairement défini. Un seul pont, dit Anet ou d'Annot, situé à peu près à l'emplacement de l'actuel pont de l'Hers, permet de communiquer avec le secteur nord par le chemin de Fronton.
À droite de l'Hers, s'étend le terroir de Launac, sans doute un fief seigneurial concédé par les comtes de Toulouse, qui contrôlent la route, le pont et un lieu-dit (ou village) nommé Launaguet. Sur la rive gauche, l'abbaye de Saint-Sernin a fondé la sauveté de Matepezoul, village bâti aux environs de l'actuel quartier du pont.
Au XIIIe siècle, les fidèles de Simon de Montfort campent au nord de Toulouse et ravagent la sauveté. Matepezoul disparaît corps et bien, mais Launaguet survit. Il a perdu son rôle de carrefour, mais devient une importante paroisse rurale dont dépendent aussi Fonbeauzard et Croix-Bénite. Aux portes de Toulouse, c'est un village où cohabitent les ruraux, travailleurs de la terre, et les riches bourgeois toulousains qui possèdent chez nous des résidences de campagne.
Les travaux de redressement et d'assèchement de l'Hers menés de 1745 à 1755 donnent au secteur son aspect actuel.
En 1789, la paroisse est divisée en trois communes (Launaguet, Fonbeauzard et Aucamville), mais c'est le maire de Launaguet, monsieur Goulard qui, « jugé le plus capable », est chargé d'administrer l'ensemble.
Pour favoriser les relations avec le quartier des Sables, en plein essor depuis les travaux, on a édifié le pont de la Palanque. Dès lors, peu à peu, Launaguet accentue son visage rural avec l'accession à la propriété d'anciens métayers ou brassiers qui rachètent les terres des bourgeois toulousains. Pourtant Launaguet connaît une expérience industrielle avec l'installation en 1830 d'une fabrique de terre cuite et de céramique créée sur le domaine de Miremont par les frères Virebent, architectes décorateurs-restaurateurs, très réputés sur la place de Toulouse.
L'après Seconde Guerre mondiale sonnera le glas de la civilisation rurale et Launaguet se transforme peu à peu en village de banlieue semi-résidentiel.

### Héraldique
| Launaguet | Son blasonnement est : D'or au tourteau d'azur. |

## Politique et administration

### Administration municipale
Le nombre d'habitants au recensement de 2017 étant compris entre 5 000 habitants et 9 999 habitants, le nombre de membres du conseil municipal pour l'élection de 2020 est de vingt-neuf,.

### Rattachements administratifs et électoraux
Commune faisant partie de la cinquième circonscription de la Haute-Garonne de Toulouse Métropole et du canton de Toulouse-8 (avant le redécoupage départemental de 2014, Launaguet faisait partie de l'ex-canton de Toulouse-14).

### Liste des maires
| Période                                  | Période                   | Identité          | Étiquette | Qualité |
| ---------------------------------------- | ------------------------- | ----------------- | --------- | --- |
| 1793                                     |                           | Arnaud Goulard    |           | |
| Les données manquantes sont à compléter. |                           |                   |           | |
| mars 1977                                | novembre 1996             | Guy Lèguevaques   | PS        | Agent territorial Sénateur de la Haute-Garonne (1996 → 1998) Conseiller général de Toulouse-XIV (1996 → 1998) Démissionnaire pour raison de santé |
| novembre 1996                            | avril 2014                | Arlette Sylvestre | PS        | Éducatrice spécialisée Vice-présidente du Grand Toulouse                                                                                          |
| avril 2014                               | En cours (au 23 mai 2024) | Michel Rougé      | PS        | Directeur d'école retraité Réélu pour le mandat 2020-2026                                                                                         |

### Jumelages
- Orastie (Roumanie).

## Démographie
L'évolution du nombre d'habitants est connue à travers les recensements de la population effectués dans la commune depuis 1793. Pour les communes de moins de 10 000 habitants, une enquête de recensement portant sur toute la population est réalisée tous les cinq ans, les populations de référence des années intermédiaires étant quant à elles estimées par interpolation ou extrapolation. Pour la commune, le premier recensement exhaustif entrant dans le cadre du nouveau dispositif a été réalisé en 2007.

En 2022, la commune comptait 9 216 habitants, en évolution de +7,61 % par rapport à 2016 (Haute-Garonne : +8,02 %, France hors Mayotte : +2,11 %).
| 1793 | 1800 | 1806 | 1821 | 1831 | 1836 | 1841 | 1846 | 1851 |
| ---- | ---- | ---- | ---- | ---- | ---- | ---- | ---- | ---- |
| 234  | 262  | 262  | 292  | 380  | 397  | 390  | 407  | 259  |

| 1856 | 1861 | 1866 | 1872 | 1876 | 1881 | 1886 | 1891 | 1896 |
| ---- | ---- | ---- | ---- | ---- | ---- | ---- | ---- | ---- |
| 474  | 488  | 560  | 582  | 609  | 652  | 635  | 642  | 610  |

| 1901 | 1906 | 1911 | 1921 | 1926 | 1931 | 1936 | 1946 | 1954 |
| ---- | ---- | ---- | ---- | ---- | ---- | ---- | ---- | ---- |
| 587  | 600  | 620  | 607  | 665  | 682  | 699  | 772  | 940  |

| 1962  | 1968  | 1975  | 1982  | 1990  | 1999  | 2006  | 2007  | 2012  |
| ----- | ----- | ----- | ----- | ----- | ----- | ----- | ----- | ----- |
| 1 160 | 1 407 | 2 771 | 2 842 | 3 768 | 5 086 | 6 696 | 6 926 | 7 469 |

| 2017  | 2022  | - | - | - | - | - | - | - |
| ----- | ----- | - | - | - | - | - | - | - |
| 8 880 | 9 216 | - | - | - | - | - | - | - |

| selon la population municipale des années : | 1968 | 1975 | 1982 | 1990 | 1999 | 2006 | 2009 | 2013 |
| Rang de la commune dans le département      | 51   | 30   | 38   | 35   | 32   | 26   | 28   | 28   |
| Nombre de communes du département           | 592  | 582  | 586  | 588  | 588  | 588  | 589  | 589  |

## Économie

### Revenus
En 2018  (données Insee publiées en septembre 2021), la commune compte 3 676 ménages fiscaux, regroupant 8 697 personnes. La médiane du revenu disponible par unité de consommation est de 22 560 € (23 140 € dans le département). 56 % des ménages fiscaux sont imposés (55,3 % dans le département).

### Emploi
|                | 2008  | 2013  | 2018  |
| -------------- | ----- | ----- | ----- |
| Commune        | 6,6 % | 7,5 % | 9,5 % |
| Département    | 7,7 % | 9,6 % | 9,3 % |
| France entière | 8,3 % | 10 %  | 10 %  |

En 2018, la population âgée de 15 à 64 ans s'élève à 5 944 personnes, parmi lesquelles on compte 80,9 % d'actifs (71,4 % ayant un emploi et 9,5 % de chômeurs) et 19,1 % d'inactifs,. En  2018, le taux de chômage communal (au sens du recensement) des 15-64 ans est supérieur à celui du département, mais inférieur à celui de la France, alors qu'il était inférieur à celui du département et de la France en 2008.
La commune fait partie du pôle principal de l'aire d'attraction de Toulouse,. Elle compte 2 440 emplois en 2018, contre 2 122 en 2013 et 1 855 en 2008. Le nombre d'actifs ayant un emploi résidant dans la commune est de 4 276, soit un indicateur de concentration d'emploi de 57,1 % et un taux d'activité parmi les 15 ans ou plus de 68,4 %.
Sur ces 4 276 actifs de 15 ans ou plus ayant un emploi, 678 travaillent dans la commune, soit 16 % des habitants. Pour se rendre au travail, 81,7 % des habitants utilisent un véhicule personnel ou de fonction à quatre roues, 9,4 % les transports en commun, 6,2 % s'y rendent en deux-roues, à vélo ou à pied et 2,8 % n'ont pas besoin de transport (travail au domicile).

### Activités hors agriculture

#### Secteurs d'activités
753 établissements sont implantés  à Launaguet au 31 décembre 2019. Le tableau ci-dessous en détaille le nombre par secteur d'activité et compare les ratios avec ceux du département,.
| Secteur d'activité                                                                                        | Commune | Commune | Département |
| Secteur d'activité                                                                                        | Nombre  | %       | %           |
| --- | ------- | ------- | ----------- |
| Ensemble                                                                                                  | 753     | 100 %   | (100 %)     |
| Industrie manufacturière, industries extractives et autres                                                | 47      | 6,2 %   | (5,7 %)     |
| Construction                                                                                              | 122     | 16,2 %  | (12 %)      |
| Commerce de gros et de détail, transports, hébergement et restauration                                    | 211     | 28 %    | (25,9 %)    |
| Information et communication                                                                              | 28      | 3,7 %   | (4,1 %)     |
| Activités financières et d'assurance                                                                      | 22      | 2,9 %   | (3,8 %)     |
| Activités immobilières                                                                                    | 24      | 3,2 %   | (4,2 %)     |
| Activités spécialisées, scientifiques et techniques et activités de services administratifs et de soutien | 136     | 18,1 %  | (19,8 %)    |
| Administration publique, enseignement, santé humaine et action sociale                                    | 104     | 13,8 %  | (16,6 %)    |
| Autres activités de services                                                                              | 59      | 7,8 %   | (7,9 %)     |

Le secteur du commerce de gros et de détail, des transports, de l'hébergement et de la restauration est prépondérant sur la commune puisqu'il représente 28 % du nombre total d'établissements de la commune (211 sur les 753 entreprises implantées  à Launaguet), contre 25,9 % au niveau départemental.

#### Entreprises et commerces
Les cinq entreprises ayant leur siège social sur le territoire communal qui génèrent le plus de chiffre d'affaires en 2020 sont : 
- Nexteam Services, commerce de gros (commerce interentreprises) de fournitures et équipements industriels divers (42 108 k€) ;
- Mecachrome Toulouse, mécanique industrielle (38 865 k€) ;
- Louis Gentilin SAS, mécanique industrielle (24 297 k€) ;
- Societe Aquitaine Du Batiment - Sab, travaux de maçonnerie générale et gros œuvre de bâtiment (19 220 k€) ;
- HPB, travaux de maçonnerie générale et gros œuvre de bâtiment (10 884 k€).

### Agriculture
|               | 1988 | 2000 | 2010 | 2020 |
| ------------- | ---- | ---- | ---- | ---- |
| Exploitations | 35   | 23   | 15   | 6    |
| SAU (ha)      | 338  | 233  | 188  | 167  |

La commune est dans « les Vallées », une petite région agricole consacrée à la polyculture sur les plaines et terrasses alluviales qui s’étendent de part et d’autre des sillons marqués par la Garonne et l’Ariège. En 2020, l'orientation technico-économique de l'agriculture  sur la commune est l'exploitation de grandes cultures (hors céréales et oléoprotéagineuses). Six exploitations agricoles ayant leur siège dans la commune sont dénombrées lors du recensement agricole de 2020 (35 en 1988). La superficie agricole utilisée est de 167 ha,,.

## Culture locale et patrimoine

### Lieux et monuments
- Le château de Launaguet, aujourd'hui l'hôtel de ville.

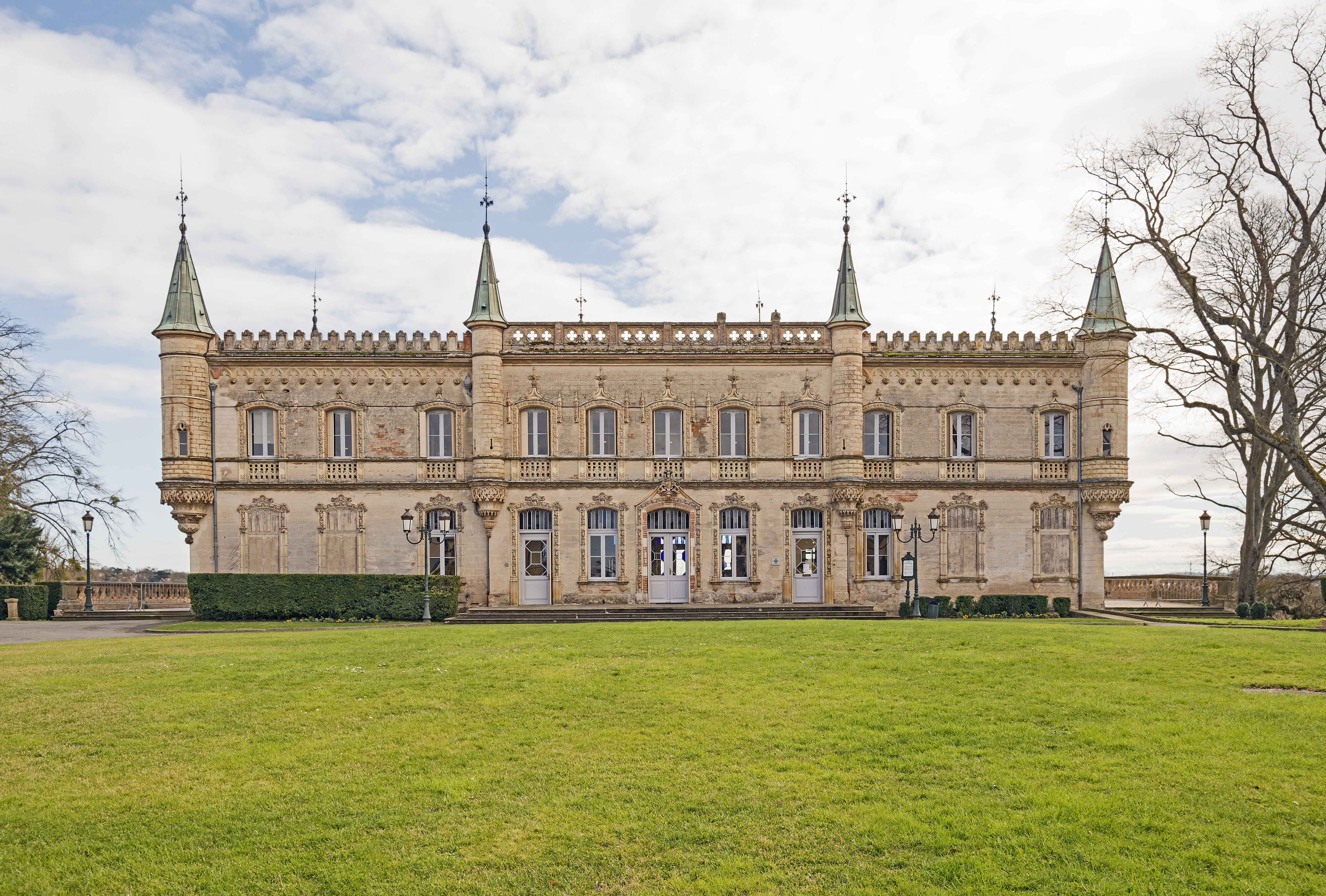
La façade.
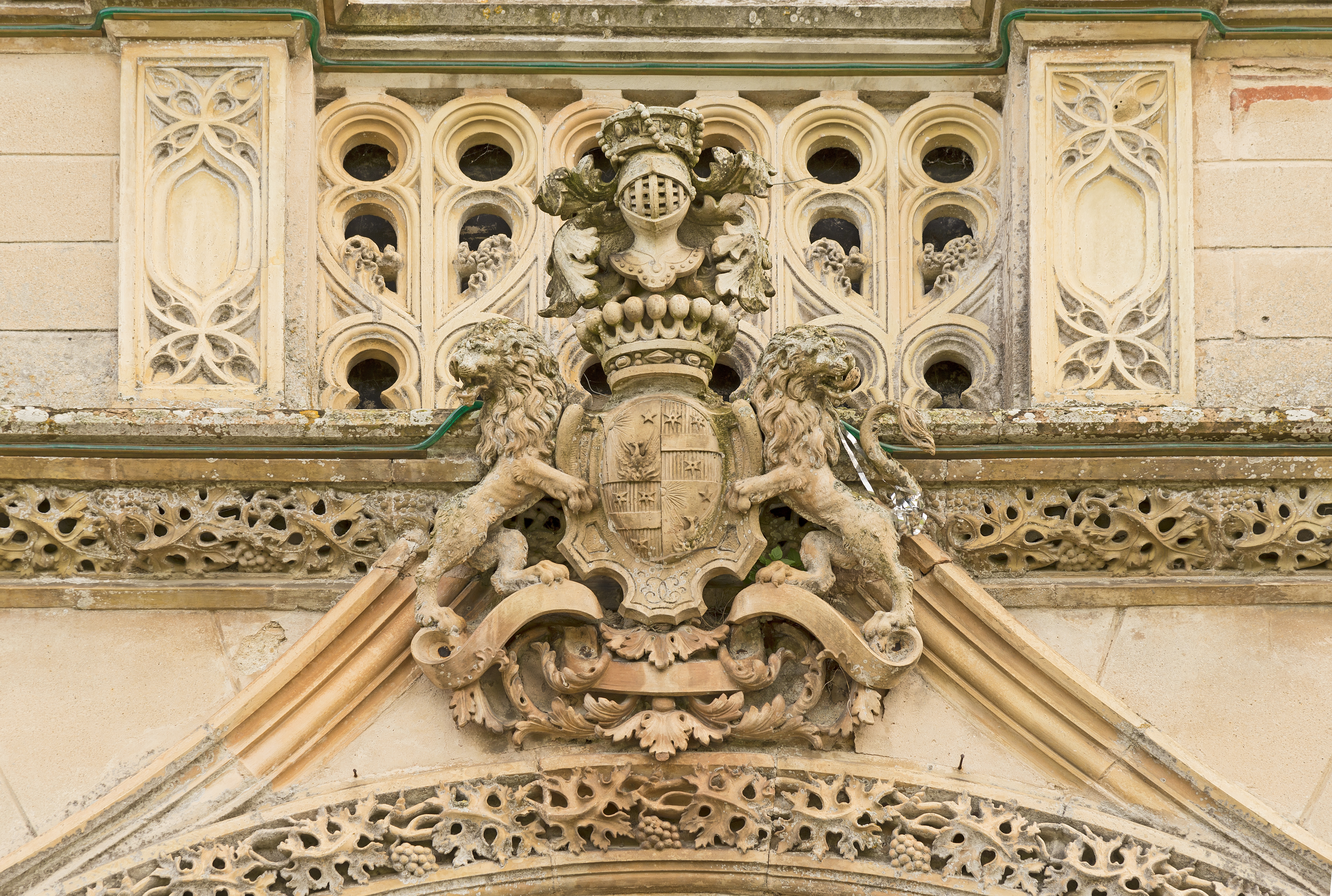
Armoiries de Jasques-Henry Dufay, baron de Launaguet, au-dessus de l'entrée du château.

Le château actuel a été construit en 1845 sur les ruines d'un manoir incendié en 1805. Le domaine avait été acheté en décembre 1843 par Jasques-Henry Dufay, Baron de Launaguet, Préfet de Montauban, puis Maître des requêtes au Conseil d'État. Son tombeau se trouve dans la chapelle, devant l'église actuelle.
Ce château a été restauré par un architecte installé à Launaguet, Auguste Virebent.
Il est devenu patrimoine communal en septembre 1991, et classé monument historique le 11 février 1993.
- L'église Saint-Barthélemy datant du XVIIIe siècle a été inscrite au titre des monuments historiques en 2016[41].

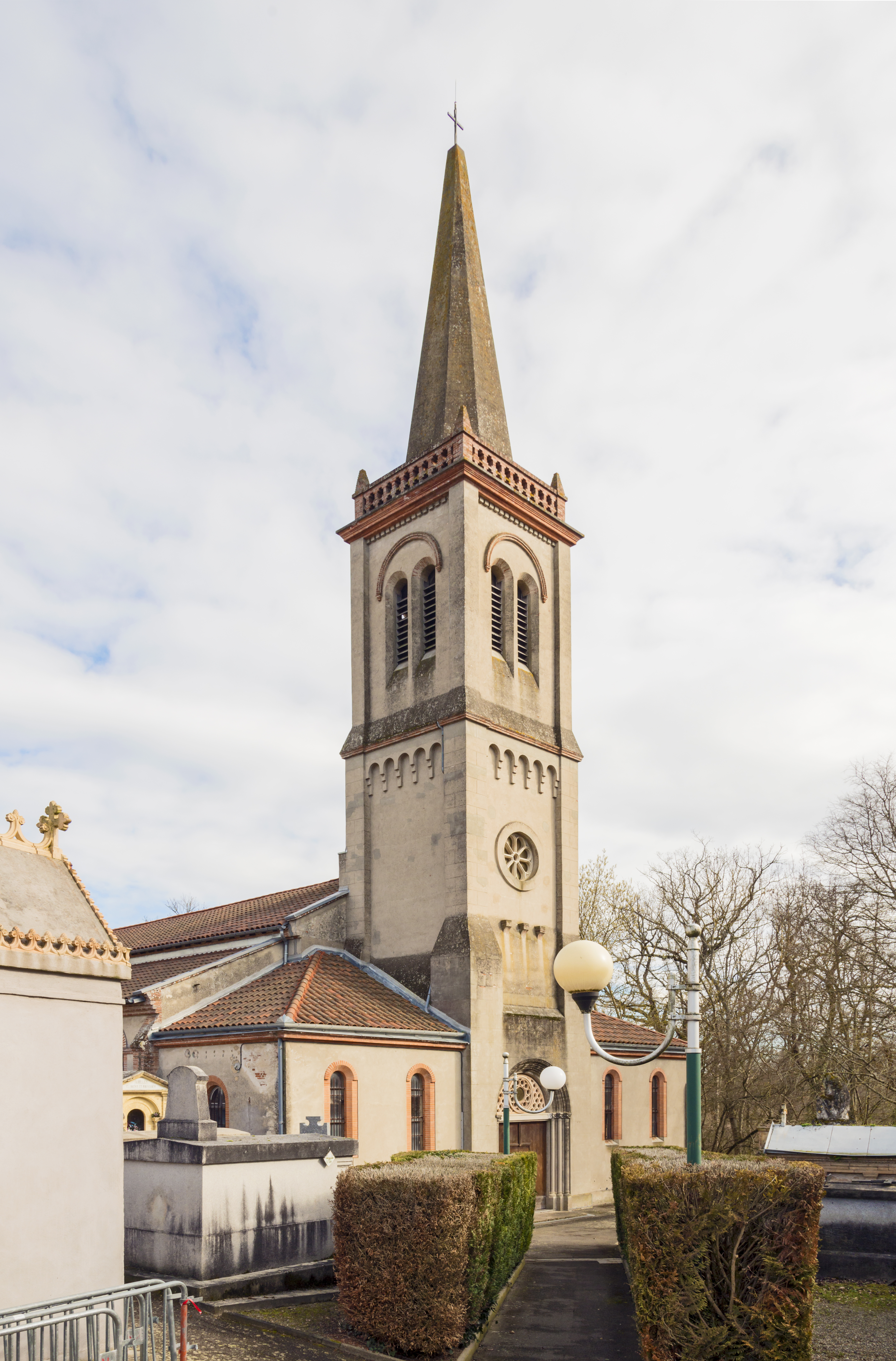
Le clocher.
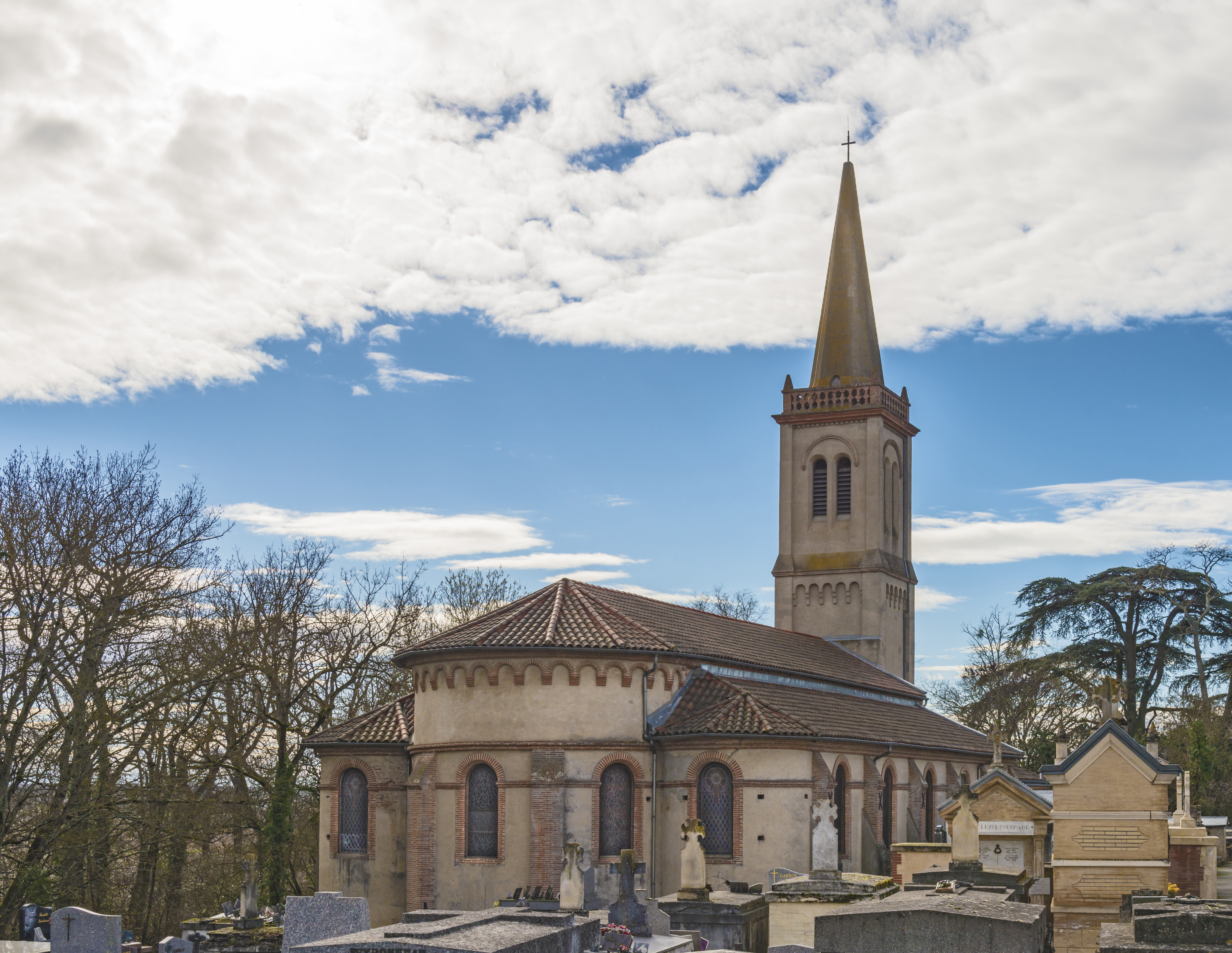
Église Saint-Barthélemy - Abside.

### Personnalités liées à la commune

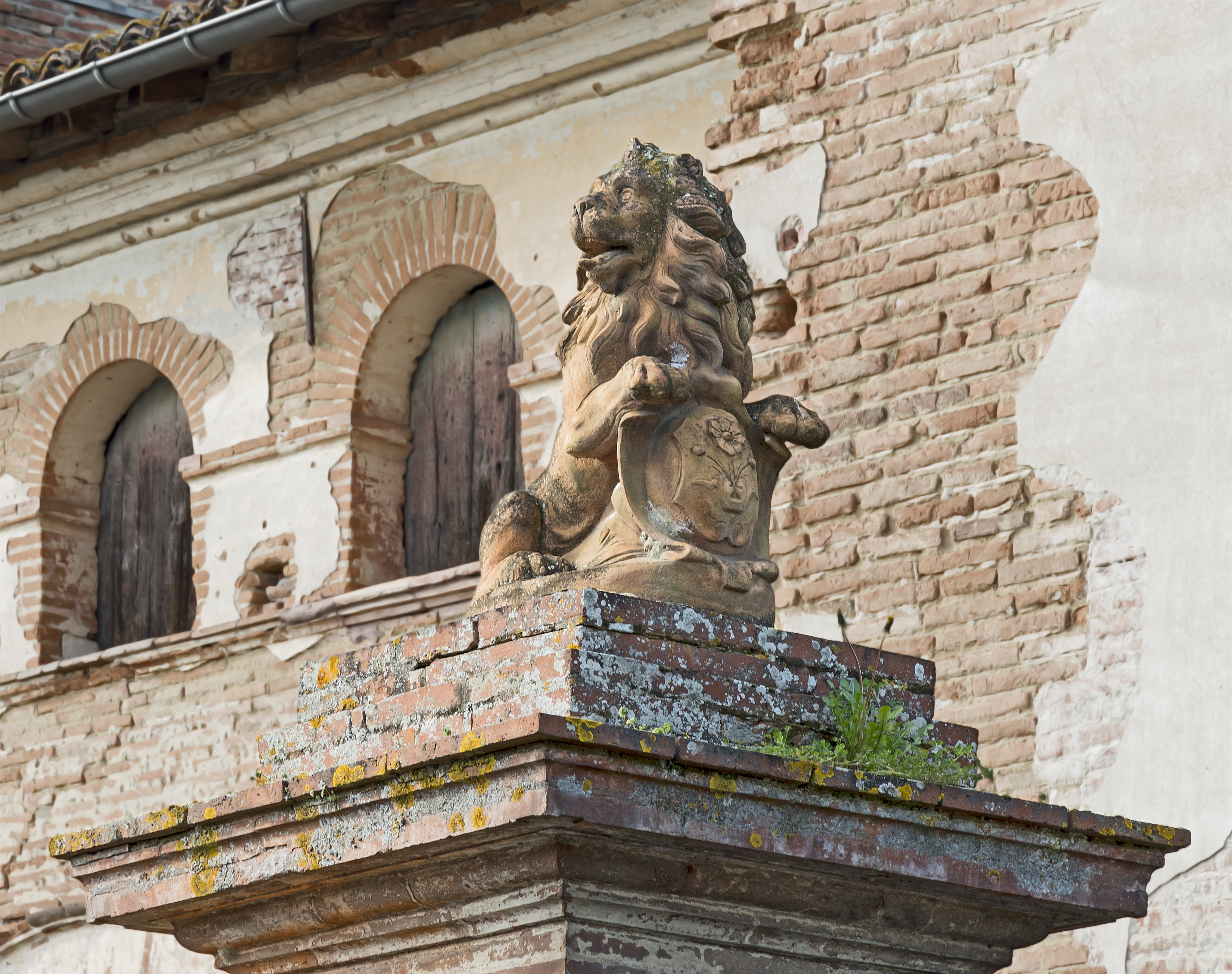
Lion en terre cuite d’Auguste Virebent.

- Auguste Virebent (1792-1857), architecte briquetier, créateur d'une usine de céramique artistique au pied de la colline de Miremont.

## Vie pratique

### Service public
Gendarmerie nationale, poste,

### Enseignement
Launaguet fait partie de l'académie de Toulouse.
L'éducation est assurée par l'école élémentaire Les Sables, les groupes scolaires Arthur Rimbaud et Jean Rostand et le collège Camille Claudel.

### Santé
Pharmacie, maison de retraite type EHPAD,

### Culture
Salle des fêtes, bibliothèque, danse,

### Activités sportives
Gymnase La Palanque, volley-ball, gymnastique, badminton, stade, football, rugby à XV, tennis, piscine, pétanque, randonnée pédestre,

### Écologie et recyclage
La collecte et le traitement des déchets des ménages et des déchets assimilés ainsi que la protection et la mise en valeur de l'environnement se font dans le cadre de la communauté urbaine de Toulouse Métropole,.